# Leprus elephas
Leprus elephas är en insektsart som först beskrevs av Henri Saussure 1861.  Leprus elephas ingår i släktet Leprus och familjen gräshoppor. Inga underarter finns listade i Catalogue of Life.